# Kokonselkä
Kokonselkä är en sjö i Finland.   Den ligger i landskapet Södra Savolax, i den sydöstra delen av landet, 270 km nordost om huvudstaden Helsingfors. Kokonselkä ligger 68 meter över havet.